# Österreich wählt
Österreich wählt ist eine Rankingshow, die seit 2011 unregelmäßig vom Österreichischen Rundfunk ausgestrahlt wird. Sie basiert auf Umfragen zu wechselnden Themen.

## Sendung
Die vor Publikum aufgezeichnete Sendung wird Freitags um 20:15 Uhr auf ORF eins ausgestrahlt und von Andi Knoll moderiert. Das Ranking wird in absteigender Folge von 30 bis 1 vorgestellt. Zu jedem Platz gibt es eine Zuspielung, die von seitlich eingeblendeten Prominenten kommentiert wird. Von Platz dreißig bis Platz vier werden die Plätze in Dreier-Blöcken vorgestellt, die letzten drei einzeln. Zwischendurch füllt sich die Moderationscouch mit zum Thema passenden prominenten Gästen – darunter auch Gäste aus Deutschland (Oliver Pocher, Guildo Horn) – und es werden zwei bis drei thematisch zusammenhängende Showeinlagen präsentiert.
Zu Beginn der Blöcke wird in einer Einspielung gezeigt, wie ORF-Teams keine Mühen scheuen, um an den unterschiedlichsten und außergewöhnlichsten Orten die Leute zu befragen und Meinungen einzuholen. Die Reihung der Top 30 wird dagegen mittels einer repräsentativen Umfrage durch ein Meinungsforschungsinstitut erhoben.

## Sendungsliste
| Österreich wählt –                                                   | Ausstrahlung      | Spitzenplätze | Showeinlage |
| -------------------------------------------------------------------- | ----------------- | --- | --- |
| die beste TV-Show                                                    | 11. Februar 2011  | 1: Wir sind Kaiser | - Max Schmiedl – Südosttangente, Melange |
| den besten Song-Contest-Hit                                          | 18. Februar 2011  | 1: Udo Jürgens – Merci Chérie 2: ABBA – Waterloo | - Katrina Leskanich – Love Shine a Light - Bucks Fizz – Making Your Mind Up - Waterloo & Robinson – My little world                                           |
| den lustigsten Österreicher                                          | 4. März 2011      | 1: Michael Niavarani 2: Hans Moser 3: Peter Alexander | - Klaus Eckel – Alles bestens, aber ... - Dornrosen – Rehgehegesong                                                                                           |
| den beliebtesten Dancing Star (aus 62)                               | 10. Juni 2011     | 1: Klaus Eberhartinger 2: Andreas Goldberger 3: Alfons Haider | - Andy und Kelly Kainz - Flying Steps |
| den größten Austropop-Hit                                            | 17. Juni 2011     | 1: Rainhard Fendrich – I Am from Austria 2: S.T.S. – Großvater 3: Falco – Rock Me Amadeus 4: Rainhard Fendrich – Weus'd a Herz hast wia a Bergwerk 5: Opus – Live Is Life    | - Nadine Beiler – Mr. Right Now - Trackshittaz – Grüllerei - Holstuonarmusigbigbandclub – Vo Mello bis ge Schoppornou - Rainhard Fendrich – I Am from Austria |
| den Super-Promi                                                      | 9. Dezember 2011  | 1: Arnold Schwarzenegger 2: Hermann Maier 3: Udo Jürgens | - Money Boy (25) – Dreh den Swag auf - Andreas Gabalier (13) – Volks–Rock'n'Roller - Conchita Wurst – Unbreakable                                             |
| den größten TV-Moment des Jahres                                     | 16. Dezember 2011 | 1: Hochzeit von Prinz William und Catherine Middleton 2: Wetten, dass..? 3: Wir sind Kaiser 4: Die große Chance 5: Alpine Skiweltmeisterschaften 2011                        | - Alexander Wengler (Geschichten erzählender Tänzer aus der Talentshow Die große Chance) - Christine Hödl – The Key To Be Free                                |
| den größten Weihnachtshit                                            | 23. Dezember 2011 | 1: Stille Nacht, heilige Nacht 2: Last Christmas (Wham!, 1984) 3: Feliz Navidad (José Feliciano, 1970) 4: Driving Home for Christmas (Chris Rea, 1988) 5: Little Drummer Boy | - DJ Ötzi – Ring The Bell - Vera Bönisch – Those Nights |
| den legendärsten Kitzbühel-Moment (Liveausgabe mit Kati Bellowitsch) | 20. Jänner 2012   | | |
| den heißesten Hüttenhit (Liveausgabe mit Kati Bellowitsch)           | 27. Jänner 2012   | | |
| den legendärsten Opernball-Moment                                    | 10. Februar 2012  | | |
| die beste TV-Serie                                                   | 2. März 2012      | 1: Two and a Half Men 2: Baywatch – Die Rettungsschwimmer von Malibu | |